# Mikael Tellqvist
Mikael Karl Tellqvist (* 19. září 1979, Sundbyberg) je bývalý švédský lední hokejista, brankář. Se švédskou reprezentací získal zlatou medaili na olympijských hrách roku 2006. Má též stříbro z mistrovství světa 2003 a bronz ze světového šampionátu 2001. Zúčastnil se také MS 2004 (5. místo), MS 2000 (7. místo) a olympijských her v Salt Lake City roku 2002 (5. místo). S Djurgårdens IF se stal dvakrát mistrem Švédska (2000, 2001). Švédskou nejvyšší soutěž hrál ještě za Modo Hockey. V letech 2002–2009 hrál severoamerickou NHL, za kluby Toronto Maple Leafs, Phoenix Coyotes a Buffalo Sabres. Odchytal v NHL 113 utkání, šestkrát vychytal čisté konto, dosáhl průměru úspěšnosti zásahů 89,7 procenta. Hrál též nejvyšší soutěž finskou za Lukko Rauma a KHL za Ak Bars Kazaň a Dinamo Riga. Kariéru ukončil roku 2017.